# Raphael Matos
Pour les articles homonymes, voir Matos.
Ne doit pas être confondu avec Rafael Matos.
Raphael Matos né le 28 août 1981 est un pilote automobile brésilien.

## Carrière automobile
- 2002 : Skip Barber Mid Western Regional Series, vice-champion
- 2003 : Formule Dodge, champion
- 2004 : Star Mazda, 7e
- 2005 : Star Mazda, champion
- 2006 : Champ Car Atlantic Championship, 4e
  - Indy Lights, 10e
- 2007 : Champ Car Atlantic Championship, champion
- 2008 : Indy Lights, champion
- 2009 : IndyCar Series, 13e
- 2010 : IndyCar Series, 14e
- 2011 : IndyCar Series, 29e

## Résultats aux500 milesd'Indianapolis
| Année | Châssis | Moteur | Départ | Arrivée | Équipe                  |
| ----- | ------- | ------ | ------ | ------- | ----------------------- |
| 2009  | Dallara | Honda  | 12     | 22      | Luczo Dragon Racing     |
| 2010  | Dallara | Honda  | 12     | 29      | de Ferran Dragon Racing |
| 2011  | Dallara | Honda  | DNQ    | DNQ     | AFS Racing (en)         |